# الترجمات اللاتينية في القرن الثاني عشر

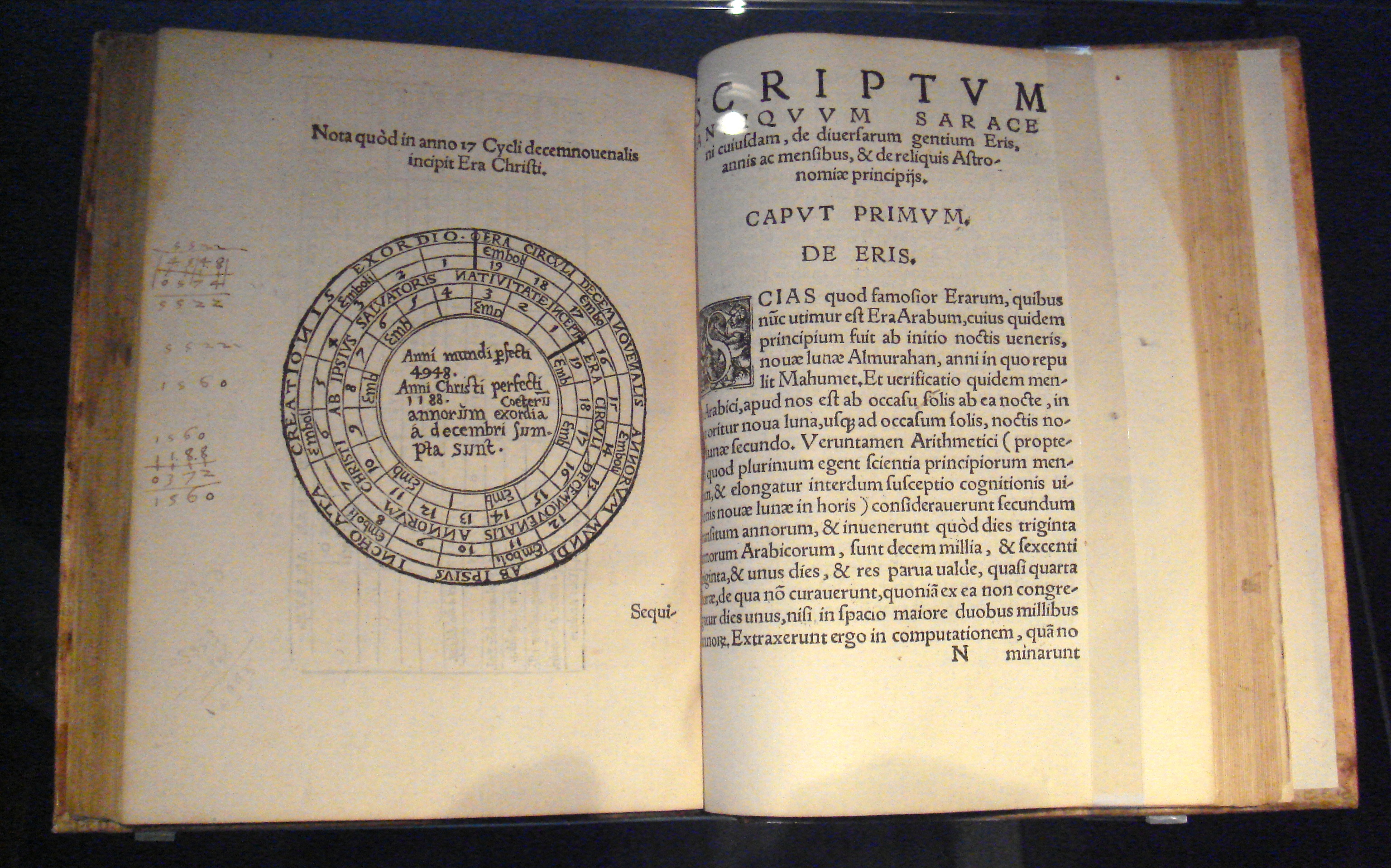
كتاب المواليد لأبي علي الخياط الذي ترجمه أفلاطون التيفولي إلى اللاتينية عام 1136، وأعاد يوحنا الإشبيلي ترجمته عام 1153.

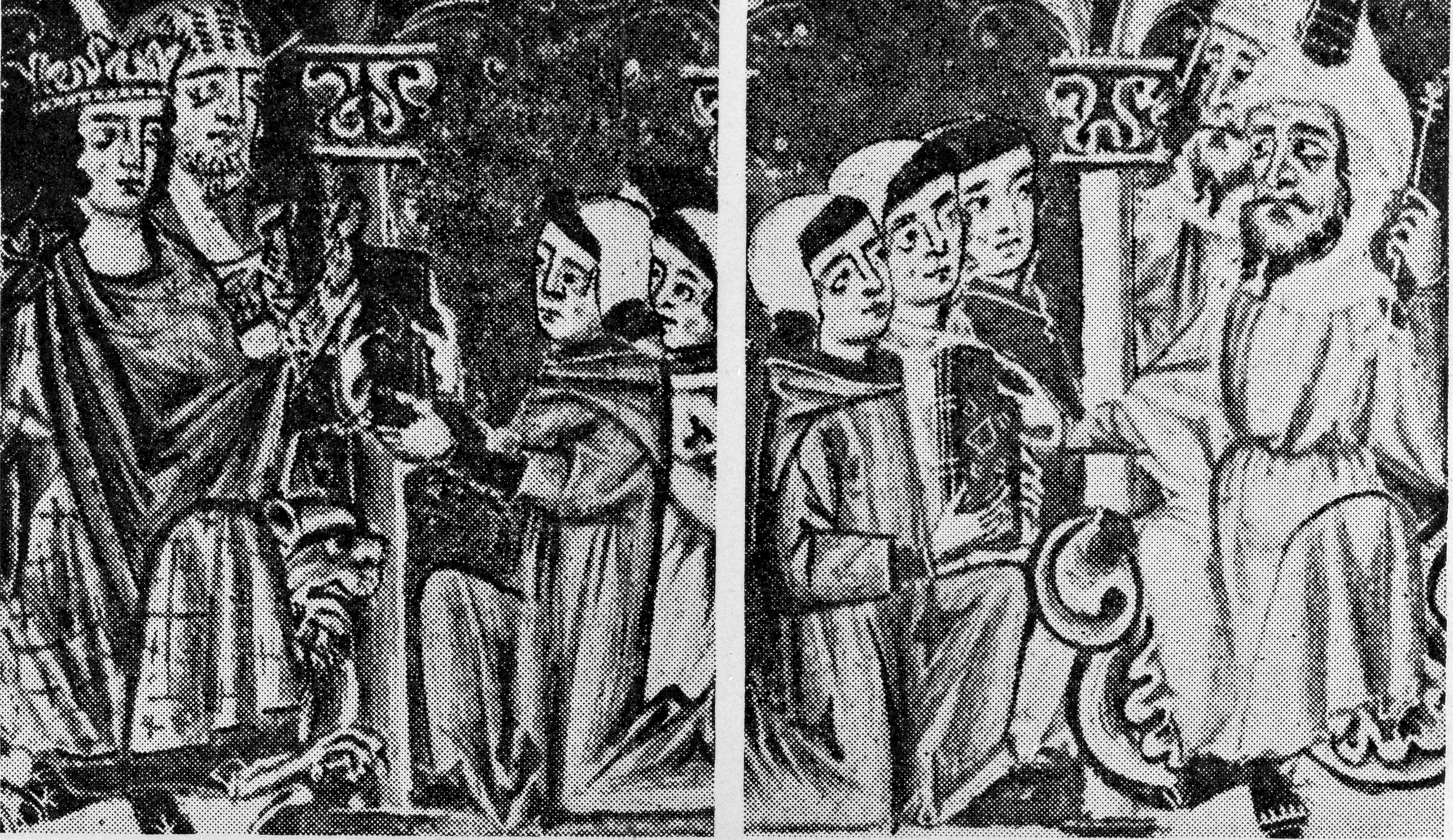
مترجم يهودي يتلقى كتابا طبيا عربيا

حفزت الترجمات اللاتينية في القرن الثاني عشر الميلادي أو مدرسة طليطلة في الترجمة التي تمت في جنوب أوروبا خاصة في طليطلة وصقلية بعد أن استردها الأوروبيون من أيدي المسلمين، العلماء الأوروبيين لتعلم علوم جديدة لم تكن موجودة في أوروبا المسيحية في ذاك الوقت. خضعت تلك المناطق للحكم الإسلامي لفترة طويلة، وكانت حديثة عهد بالعودة إلى السيطرة المسيحية، فكان لا يزال بها عدد كبير من السكان الناطقين باللغة العربية، مما ساهم في التبادل الفكري والثقافي والسياسي بين علماء الشرق والغرب في تلك الفترة.
هناك قصة شهيرة عن جيراردو الكريموني الذي رحل إلى طليطلة الغنية بالكتب في كل مجال، بعد أن استردتها أوروبا المسيحية عام 1085، مدفوعًا برغبته في البحث عن كتاب المجسطي الذي لم يجد منه أي نسخة باللاتينية. وفي الوقت الذي كان فيه المسلمون مشغولون بالترجمة وإضافة الأفكار إلى العلوم القديمة، كان الغرب اللاتيني لا يزال يعج بالأفكار الوثنية، وسط جو من الحروب والمجاعات والطاعون، بل ومحاربة الكنيسة الأرثوذكسية البيزنطية لكل ما يمت للفلسفة القديمة.
في القرن الثاني عشر الميلاي، بعد أن تراجع التخوف الأوروبي من التهديد العسكري الإسلامي، بعد استعادة طليطلة عام 1085، وصقلية عام 1091، والقدس عام 1099. كانت تلك المناطق أرضًا خصبة للمترجمين، لتواجد مزيج سكاني من المتحدثين بالعربية واليونانية واللاتينية.
اهتم مترجمو القرن الثاني عشر، بترجمة العلوم الإسلامية والفلسفة، وبدرجة أقل النصوص الدينية. انعكس هذا الاهتمام على ترجمة أعمال آباء الكنيسة اليونانية إلى اللاتينية، والتعاليم اليهودية من العبرية، إضافة إلى ترجمة القرآن وغيره من النصوص الدينية الإسلامية.

## وصلات خارجية
- Robert of Ketton's Qu'ran, as edited by Bibliander (1550 revised edition)
- Norman Roth, "Jewish Collaborators in Alfonso's Scientific Work," in Robert I. Burns, ed., Emperor of Culture: Alfonso X the Learned of Castile and His Thirteenth-Century Renaissance Culture
- George Sarton: A Guide to the History of Science Waltham Mass. U.S.A. 1952, page 27 and others (pdf)